# Hodo II. (Lausitz)
Markgraf Hodo II. († nach 30. Juli 1032, eventuell 1034) war Graf im Schwabengau und ab 1030 Markgraf der Mark Lausitz.
Hodo war der einzige Sohn von Thietmar, dem er 1030 im Amt des Markgrafen der Lausitz folgte. Da er kurz darauf kinderlos starb, folgte ihm Markgraf Dietrich I. aus dem Haus der Wettiner. Mit Hodo starb sein Geschlecht im Mannesstamm aus.